# 道深法親王
道深法親王（どうしんほうしんのう、建永元年9月4日〈1206年10月7日〉- 建長元年7月28日〈1249年9月6日〉）は、鎌倉時代前期の皇族。後高倉院（守貞親王）の第二皇子。母は北白河院（持明院陳子）。後堀河天皇の実兄。金剛定院御室と称された。

## 経歴
建保4年（1216年）12月、仁和寺において御室（仁和寺門跡）道助法親王を戒師として出家した後、東大寺で受戒して東大寺にある東南院に入り、院主定範の下で修行する。
ところが、承久の乱によって仏教界にも後鳥羽院関係者に対する処分が行われ、順徳天皇の皇子で次期御室に内定していた尊覚法親王は仁和寺を追われた。一方で、皇室の傍流出身者として東大寺東南院の院主になる予定であった道深も、弟の後堀河天皇が即位し、父の後高倉院が治天の君となったために立場が一変し、天皇の近親が就くものと考えられていた次期御室に迎えられることになった。
承久3年（1221年）10月13日、兄の尊性と共に法親王とされた道深は同月21日に東大寺から仁和寺に移された。ところが、東大寺では東南院の院主は真言宗と三論宗を兼学し、常住することを要件としており、道深が真言宗の要職である御室を継ぐのであれば東南院院主は辞退すべきであるという意見が高まり、後高倉院は土御門通親の子である定親を新しい院主にすることとした。しかし、定範が元仁2年（嘉禄元年/1225年）2月に死去すると、彼が生前に当時存命中だった後高倉院（貞応2年（1223年）に死去）に対してやはり道深に東南院を継がせたいとする意志を示し、その旨を認めた証文を書き残していたことが判明（『明月記』元応2年3月9日条）し、この事実を知った東大寺側は定親への継承は決定事項であるとして強く反発した（ただし、一部ながら法親王が院主になることで東南院、ひいては東大寺の寺格上昇につながるとして賛同する者も存在したようである）。
ところが、嘉禄元年11月になって、道深に東南院の堂舎と聖教、所領を安堵して、定親の濫妨を止めさせるように命じた官宣旨が下される。これは表向きは道深が解状を出したことによるものとされていたが、実際には母の北白河院が道深に院主を継承させるように後堀河天皇に迫り、天皇も母と兄の要求を拒めなかったのである。更にその事情を記した藤原定家の『明月記』嘉禄元年11月16日条には、解状そのものが北白河院の指示によって作成された草稿に基づいたもので、仁和寺と東大寺の対立を危惧する意見を受けた現任の御室である道助が訂正・清書を行ったにもかかわらず、北白河院がそれを無視したのだと記している。これに対して、東大寺の衆徒は強訴を引き起こし、これに東大寺と縁が深い興福寺の衆徒も合流した。
12月16日、興福寺の衆徒が関白近衛家実邸に押しかけて、先の官宣旨の取消を求めた。これは、三論宗の長である長者を出す資格を持つ東南院が真言宗の仁和寺の下に入ることに対する理不尽さを訴えるものであった。更に衆徒達は源頼朝以来鎌倉幕府に仕えてきた僧侶の定豪にも協力を依頼した。これを受けた家実や西園寺公経は道深に院主を辞退させる方針を決め、北白河院に大炊御門光俊を、兄の尊性には藤原定家を派遣して説得に当たらせ、彼女達から道深の翻意を促そうとした。その結果、道深は院主の辞退に同意することになったが、北白河院は定親が継承しないことを条件としたらしく、嘉禄2年（1226年）になって近衛道経の子の道快が院主となることで事態が収拾された。なお、道深は今回の辞退の裏側には定豪がいると考えて深く恨み、嘉禄3年（1227年）には広隆寺別当を定豪と争ってその地位を強引に獲得している。一方、母の北白河院は近衛家実の弱腰が原因であると考えて深く恨み、自分の縁戚でありながら後鳥羽院政の関係者として冷遇されていた九条道家の復権に協力し、安貞二年の政変を引き起こすことになる。
さて、次期御室に決定したことで改めて道助の下で修行を続けることになった道深であるが、嘉禄2年（1226年）頃には道助に対して早い時期に一人前の僧侶になる儀式である伝法灌頂を行いたいという希望を伝え始め、これとは別に北白河院も同様の意向を道助に伝え始めた。道助は弘法大師の御遺戒では伝法灌頂の師匠となる僧侶は師匠が50歳以上であることを原則とし、特例として師匠の急病によって例外が認められるケースがあるが、仁和寺で最も早かった守覚法親王の例でも35歳であったため、当時31歳の道助にはその資格がないと述べて要求をかわした。しかし、寛喜2年（1230年）、道深と北白河院は道助が35歳になったのを機に再び伝法灌頂の話題を持ち出した。しかも、北白河院は近衛家実に代わって関白となっていた九条道家の支持を受けており、同年12月には北白河院も臨席の下に伝法灌頂が行われ、翌年3月には道助は道深に御室の地位を譲り、承久の乱の関係者として高野山に蟄居することになった。院政期には治天の君と権門寺院は法親王を介在させて密接につながっていたが、承久の乱の結果として権力基盤の弱い後高倉院による院政並びに後堀河天皇を初代とする新しい皇統が成立した。新しい皇統は権門寺院への影響力を持つために真言宗の中でも権威があり、かつ皇族しか就けない御室を一刻も早く掌握する必要に迫られた。これは天台宗の中でも最も権威ある天台座主においても同様で、安貞元年（1227年）に兄の尊性が座主に補任されている。この結果、承久の乱によって排除された後鳥羽院の皇統は仏教界のトップ（天台座主尊快入道親王・御室道助法親王）からも排除されることになった。ただし、後堀河天皇の2人の兄である法親王は父の後高倉院の早世に伴い、若い天皇を母后である北白河院と共に支える立場にもなり、宗教的な部分だけでなく、政治的意味でも後鳥羽院の皇統による巻き返しの動きに対峙することを迫られることになっている。
しかし、父の後高倉院に続いて弟の後堀河天皇・母の北白河院・兄の尊性が相次いで亡くなり、仁治3年（1242年）に甥である四条天皇が崩御したことで、後高倉院の皇統は断絶し、道深はこの皇統の最後の男子になった。しかし、既に慣例を破って九条道家の子の法助を後継者に指名しており（明治維新前で唯一の臣下出身の門跡）、その育成にあたっている。
建長元年（1249年）、44歳にて病死した。